# Église Saint-Martin de Vertus
Pour les articles homonymes, voir église Saint-Martin.
L'église Saint-Martin se trouve à Vertus, dans le département de la Marne, en France.
L'église fait l’objet d’un classement au titre des monuments historiques depuis 1854.

## Historique
L'église Saint-Martin, d'abord église d'une abbaye de chanoines réguliers, a des parties remontant au XIe siècle. Elle a la particularité d'avoir été construite sur une source qui jaillissait dans l'une de ses trois cryptes. Elle a dû succéder à un lieu de culte païen Virotus pour les celtes qui fut romanisé par un culte d'Apollon[réf. nécessaire]. Elle a un chevet plat donnant sur la mare qui jouxte l'église. Ce chevet, dans son aspect actuel date de 1852 où les baies romanes ont été installées pour unifier le style de l'église.
L'église a beaucoup souffert de la Grande Guerre et sa nef est longtemps restée inutilisable.

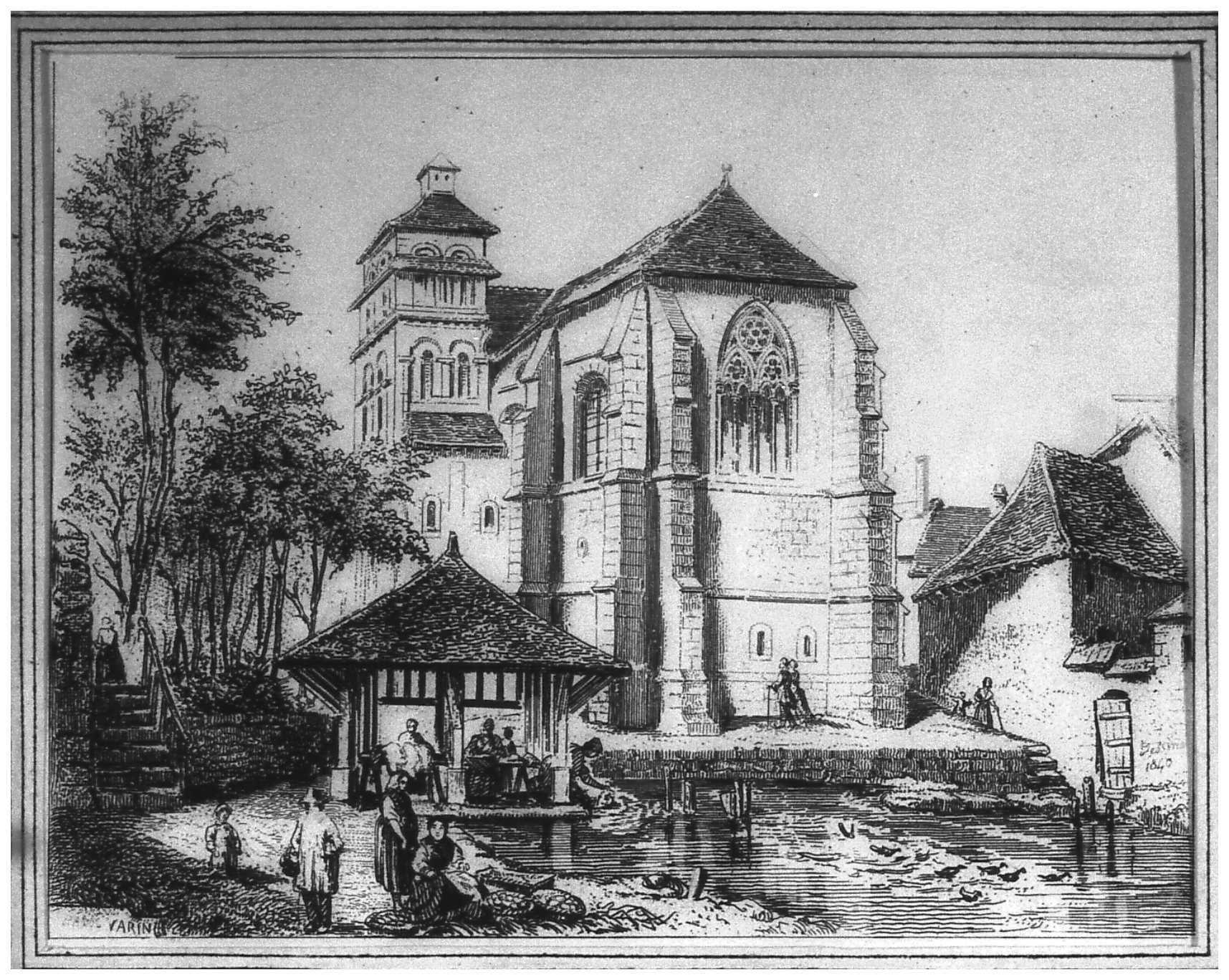
Gravure par Varin, sans les baies.
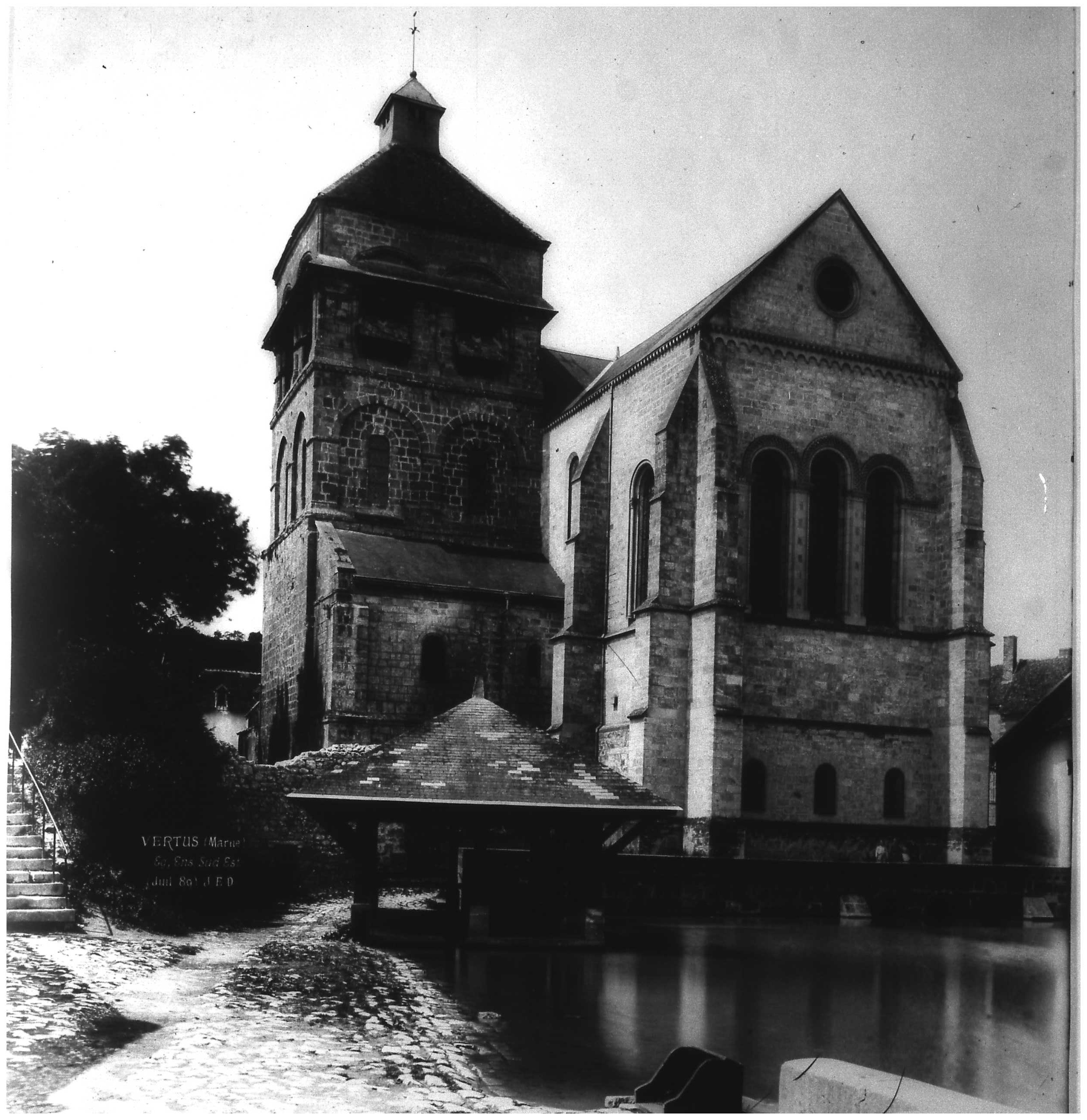
Photographiée en 1889.
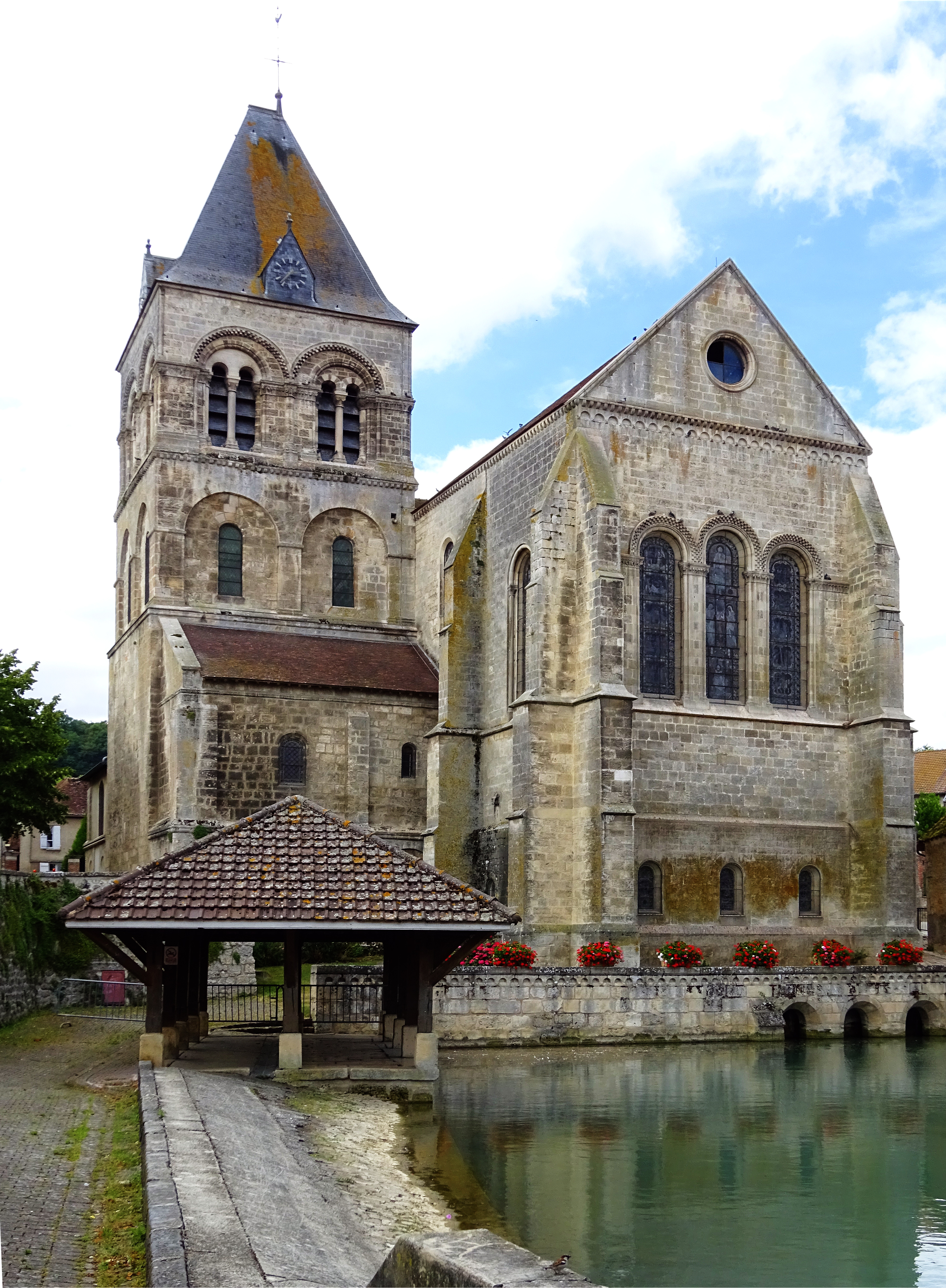
Photographiée en 2017.
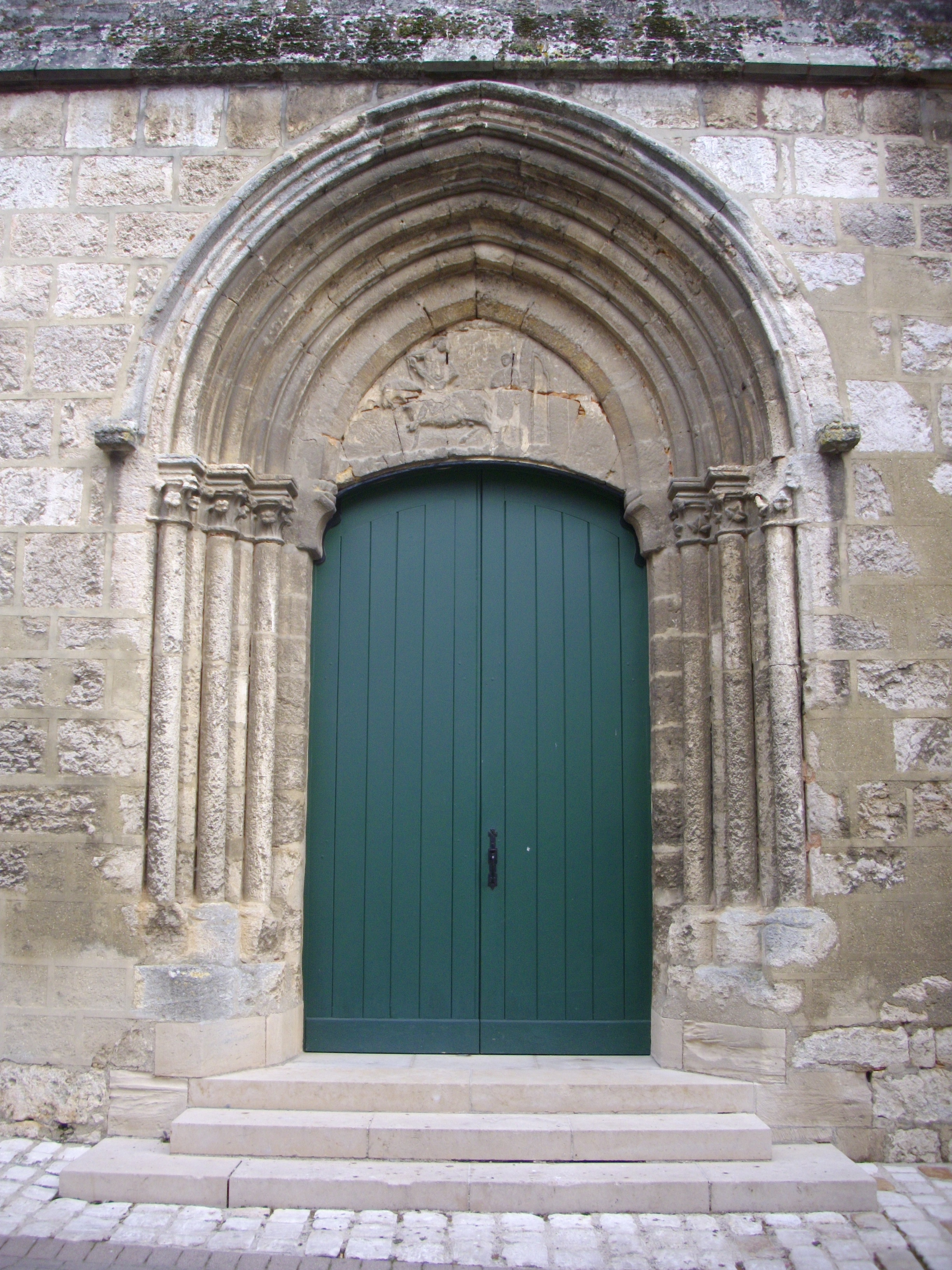
Le portail occidental.
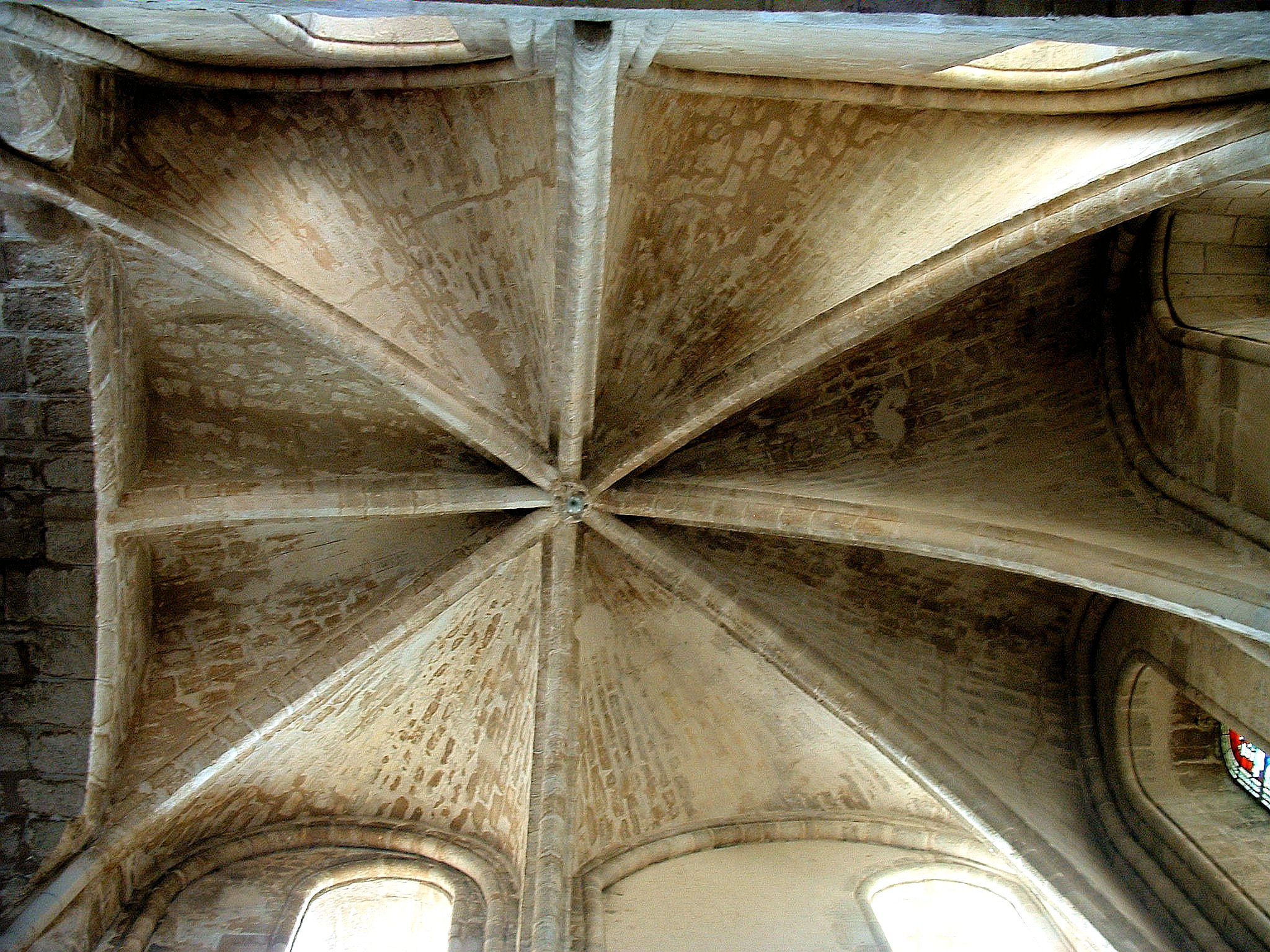
Voûte.
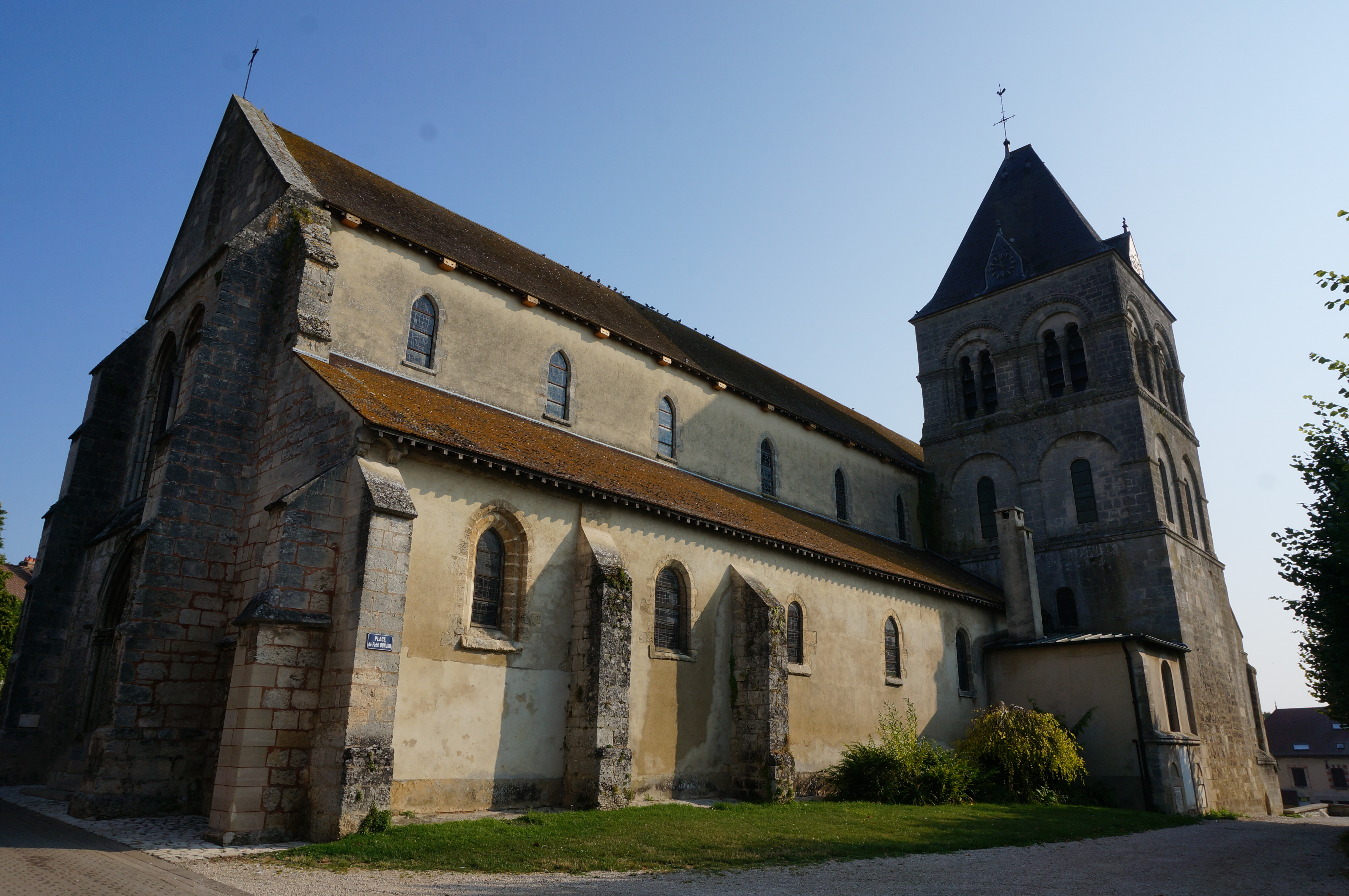
Sud-ouest.
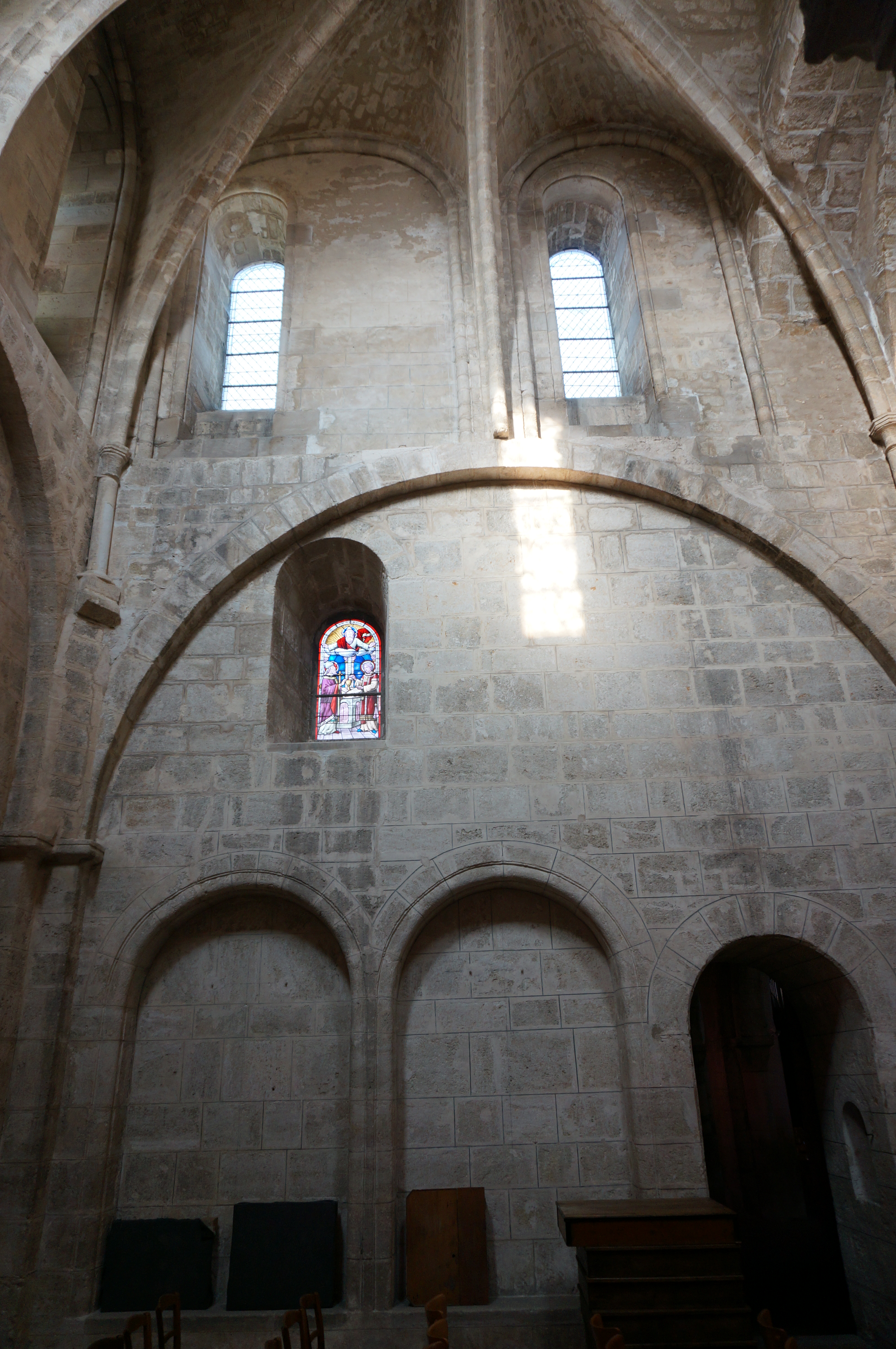
Sous la tour.

## Mobilier

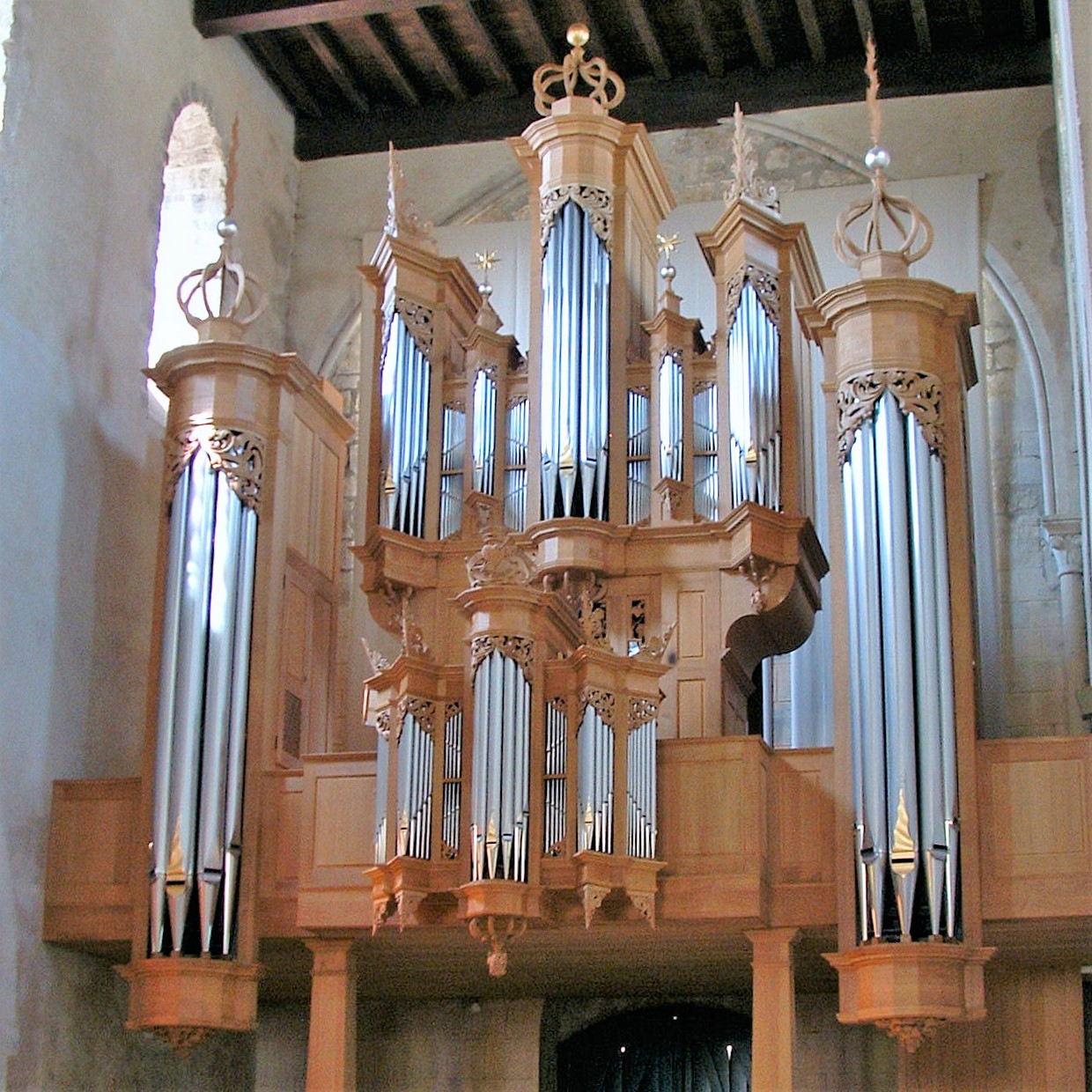
L'orgue,
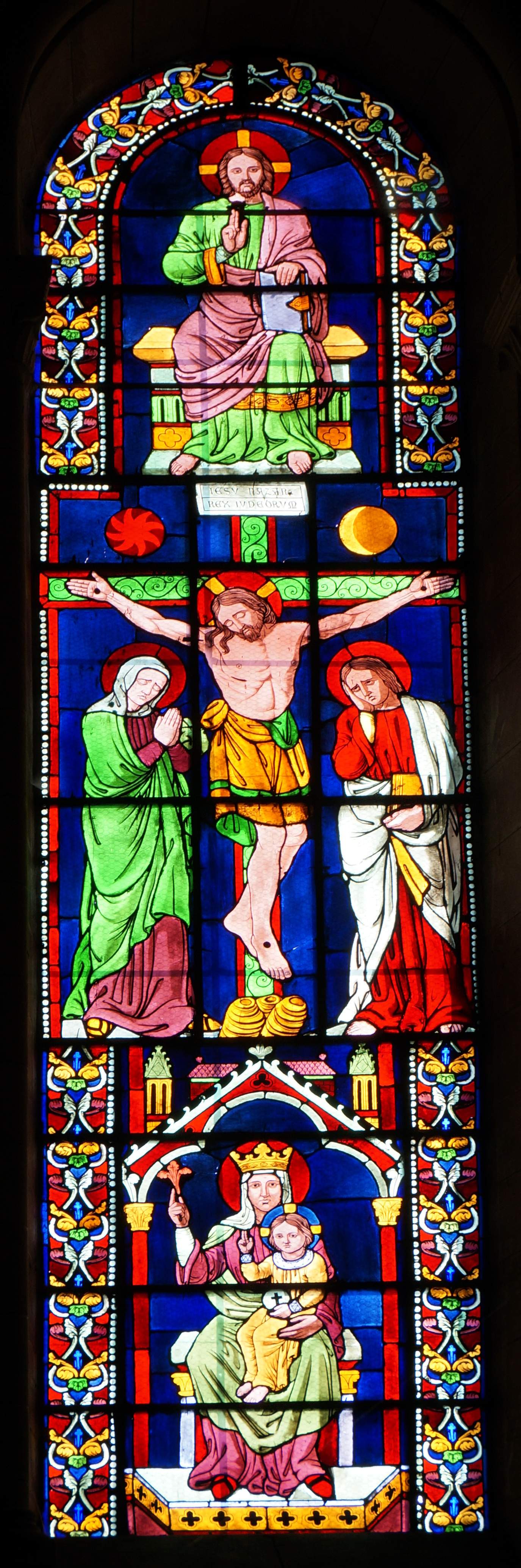
vitrail du chevet.
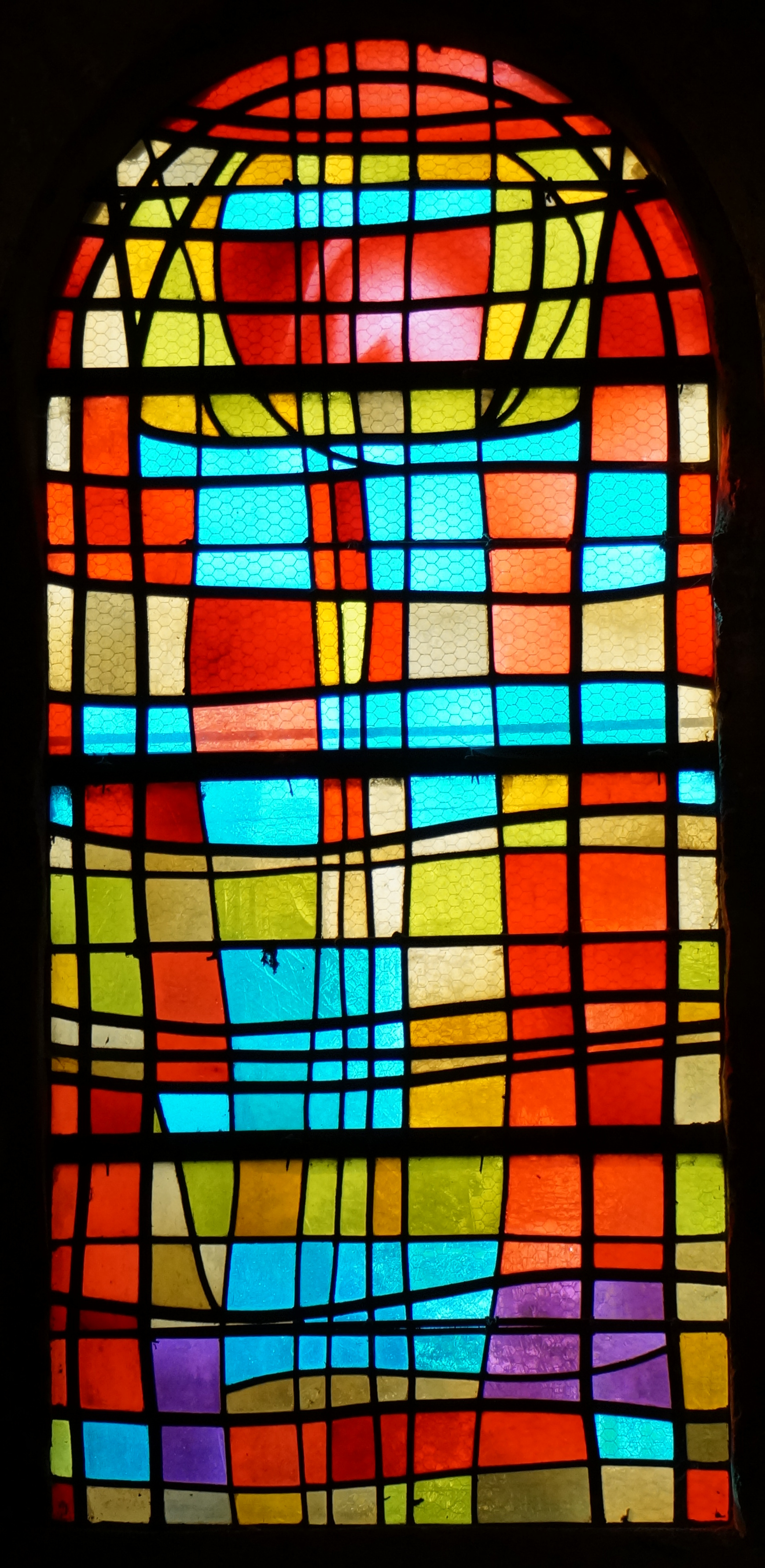
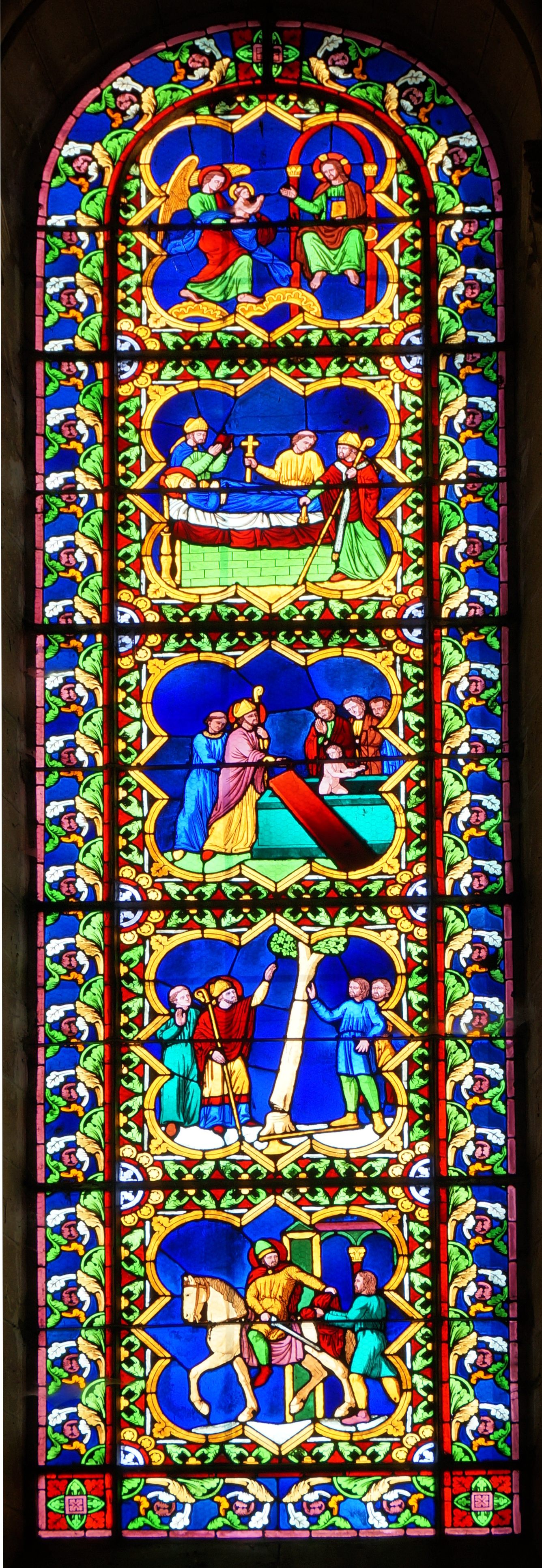
Vie de Martin de Tours.

Elle a un nombreux mobilier classé aux Monuments historiques : deux cloches de 1596, un statuaire comprenant une Catherine (attribution incertaine) et un Jean le Baptiste, Pièta devant le monument aux morts , deux christs,  l'un aux liens du XVe et un autre du XVIe siècle, une Vierge à l'enfant . Mais aussi un pupitre en fer forgé aux armes de la commune. 

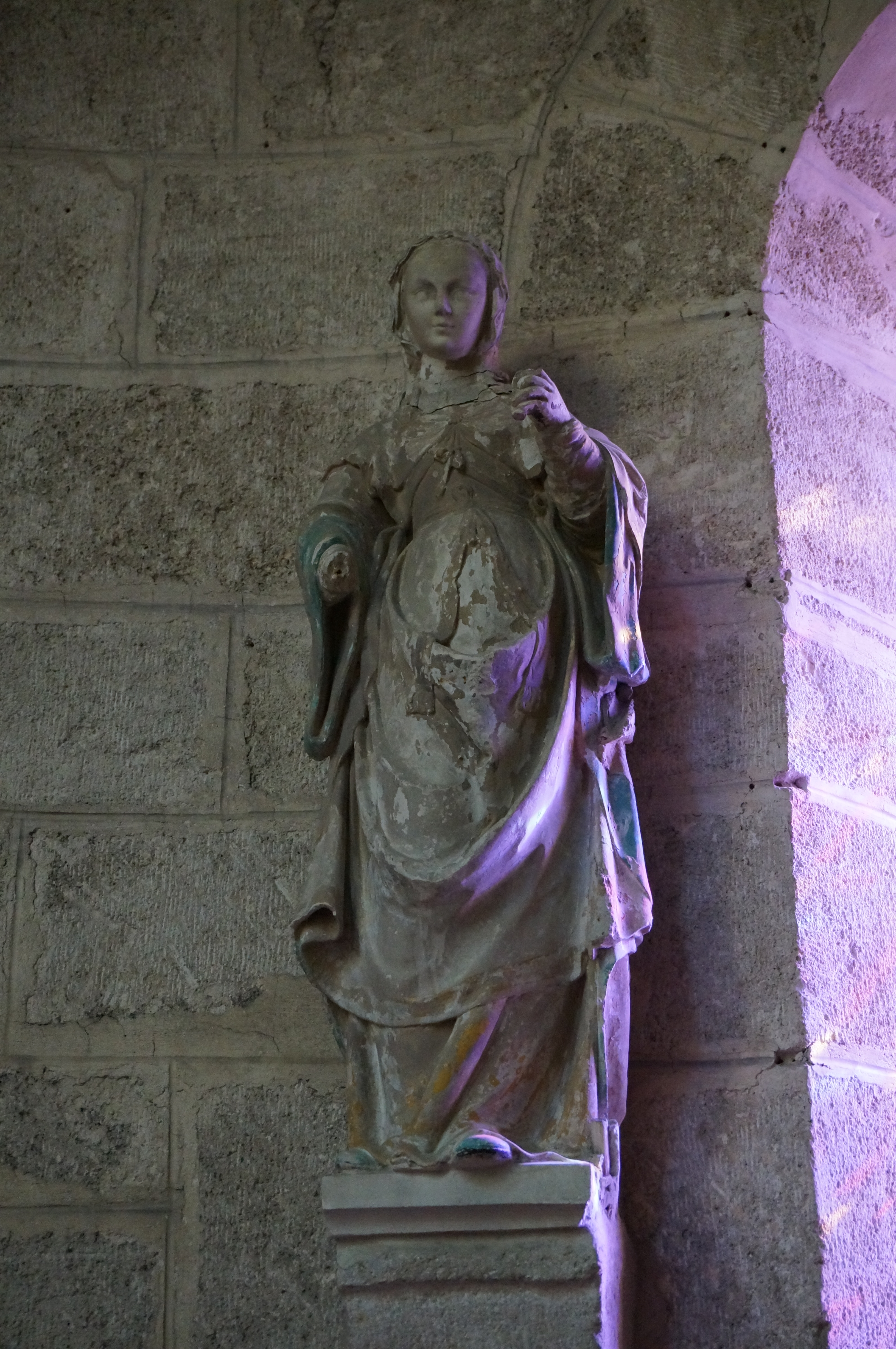
Catherine.
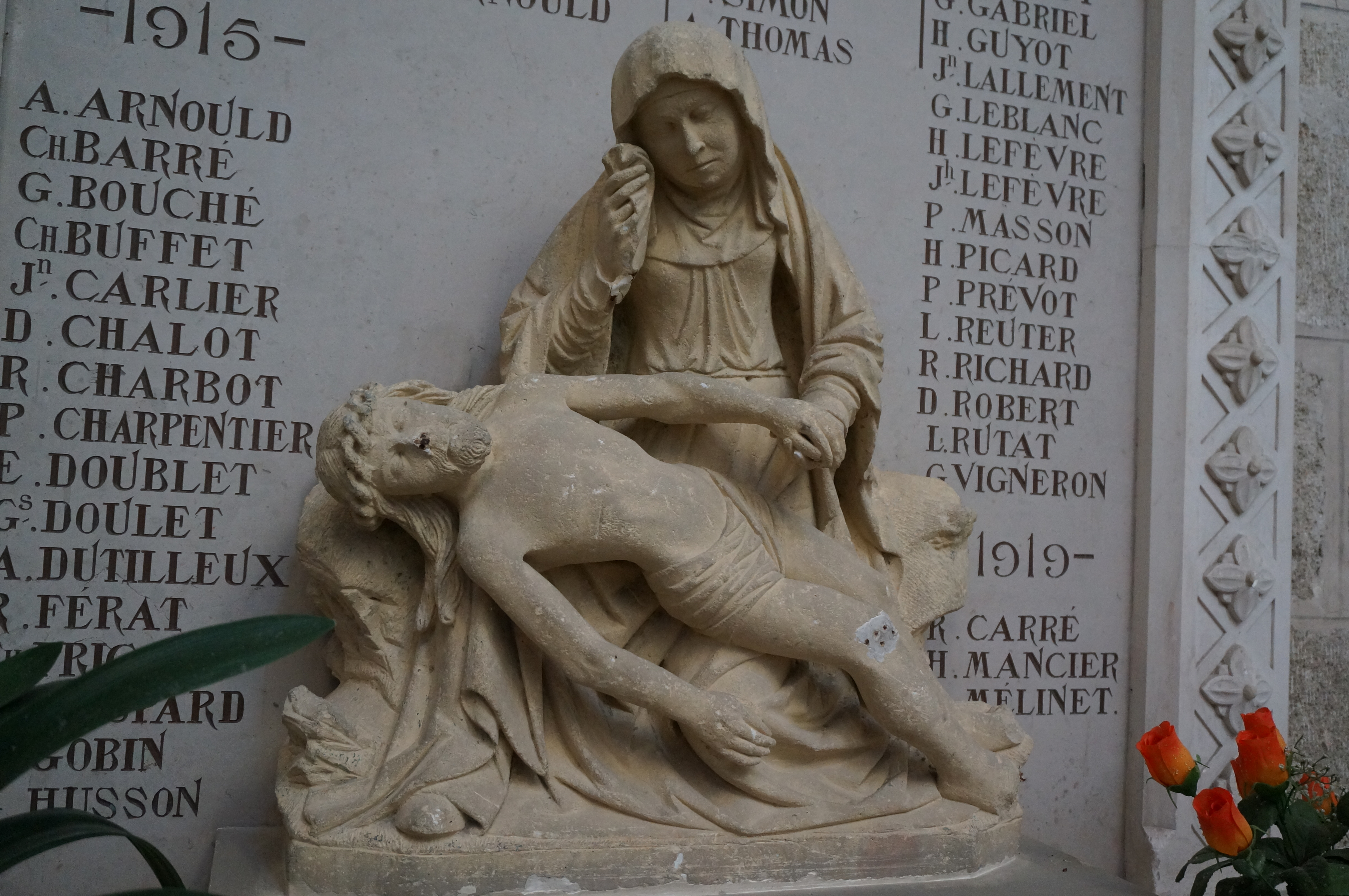
Pièta devant le monument aux morts.
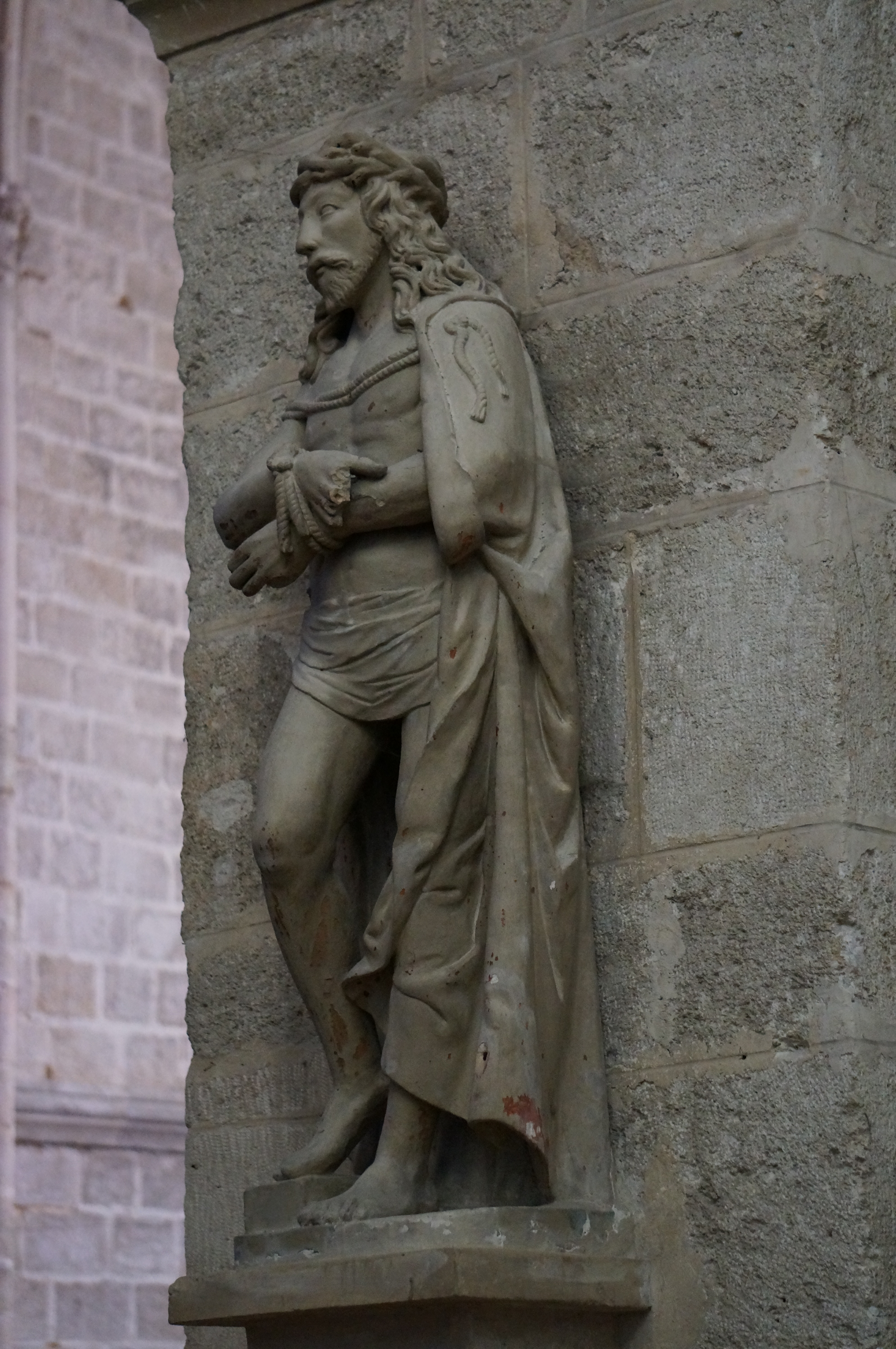
Ecce homo XVIe.

## Cryptes
L'église est bâtie sur un ensemble de trois cryptes, la principale est soutenu par un ensemble de piliers romans ; dans l'une d'elles se trouvait une source . 

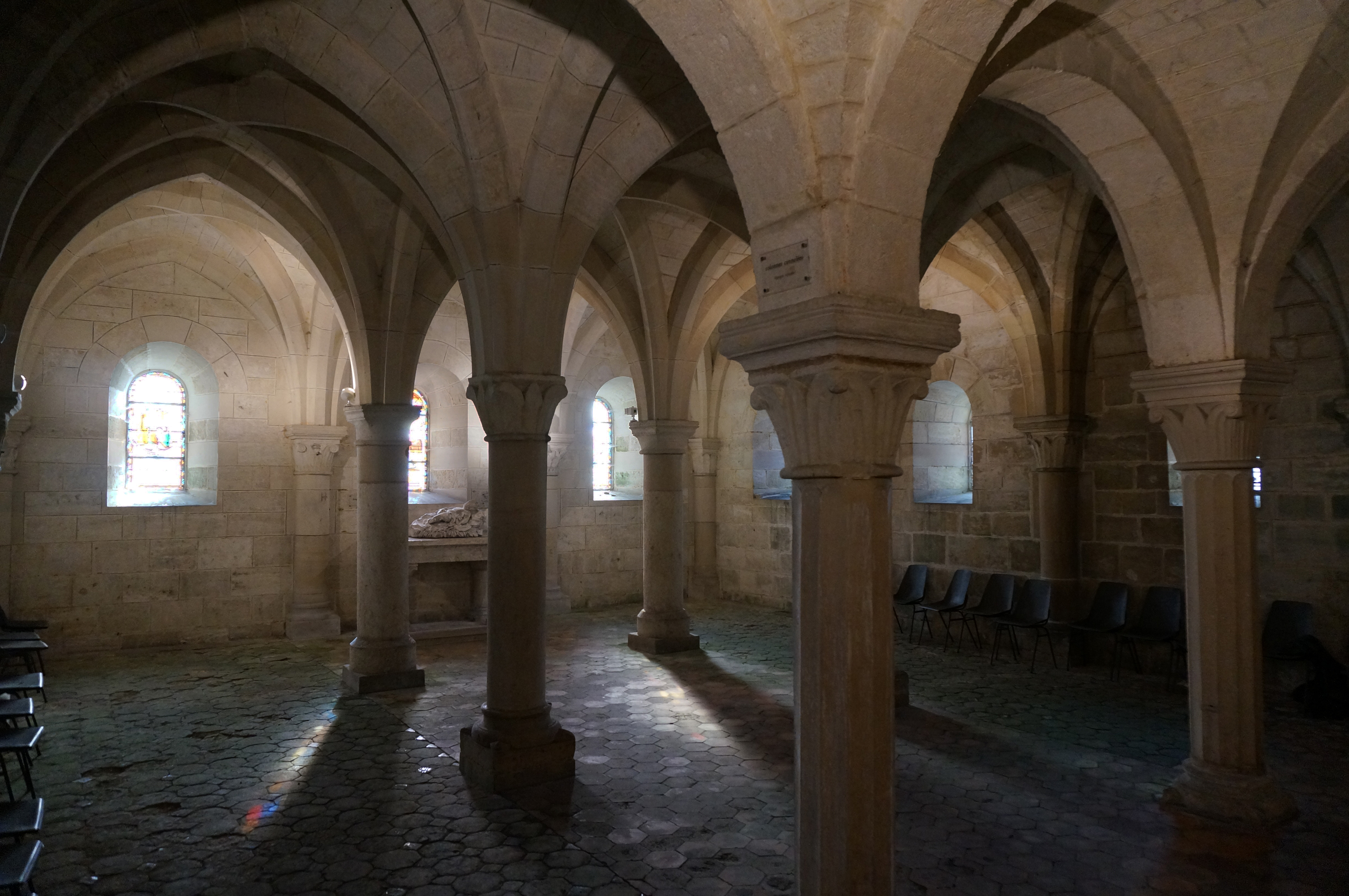
La grande crypte.
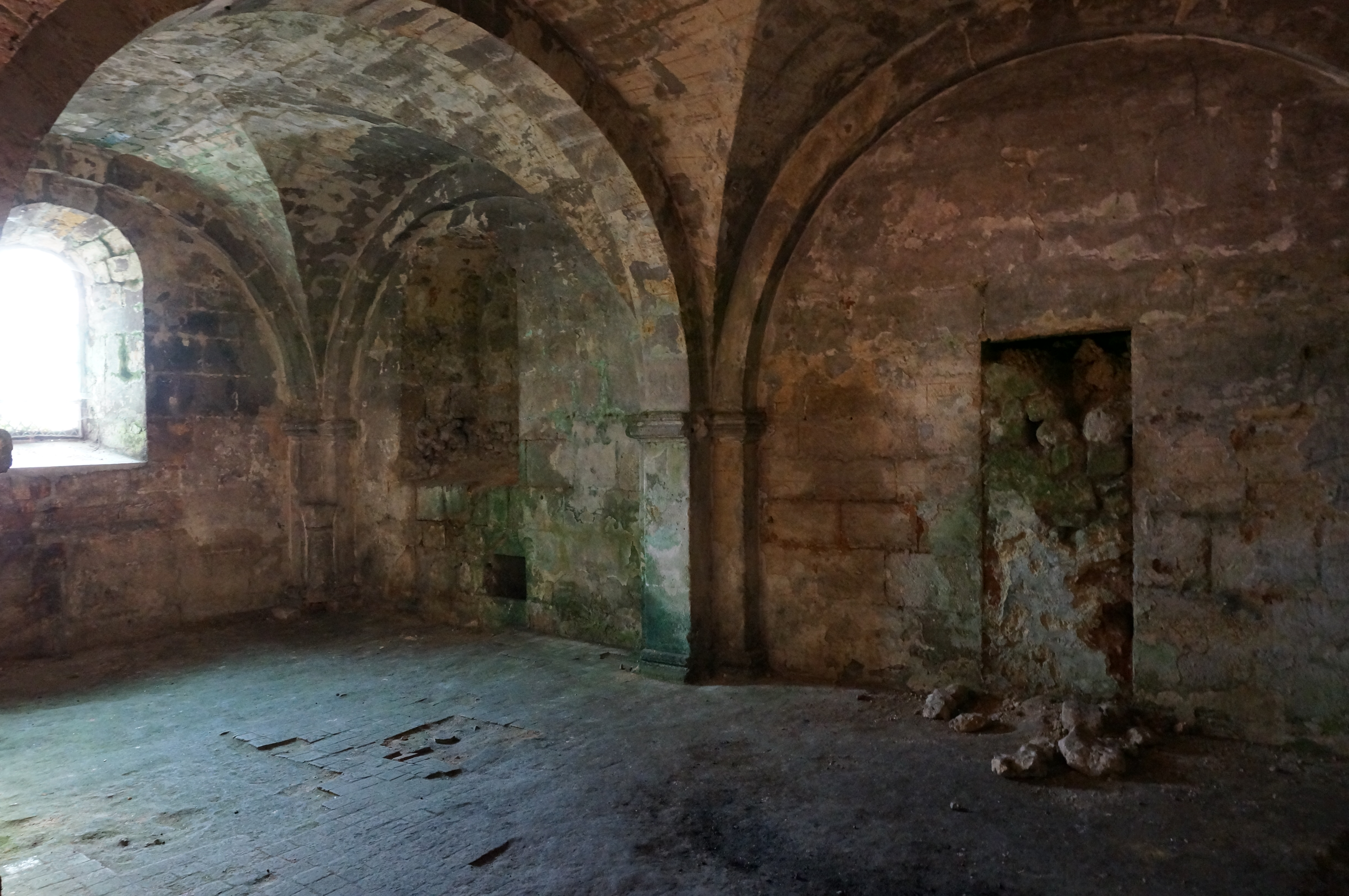
La deuxième crypte.
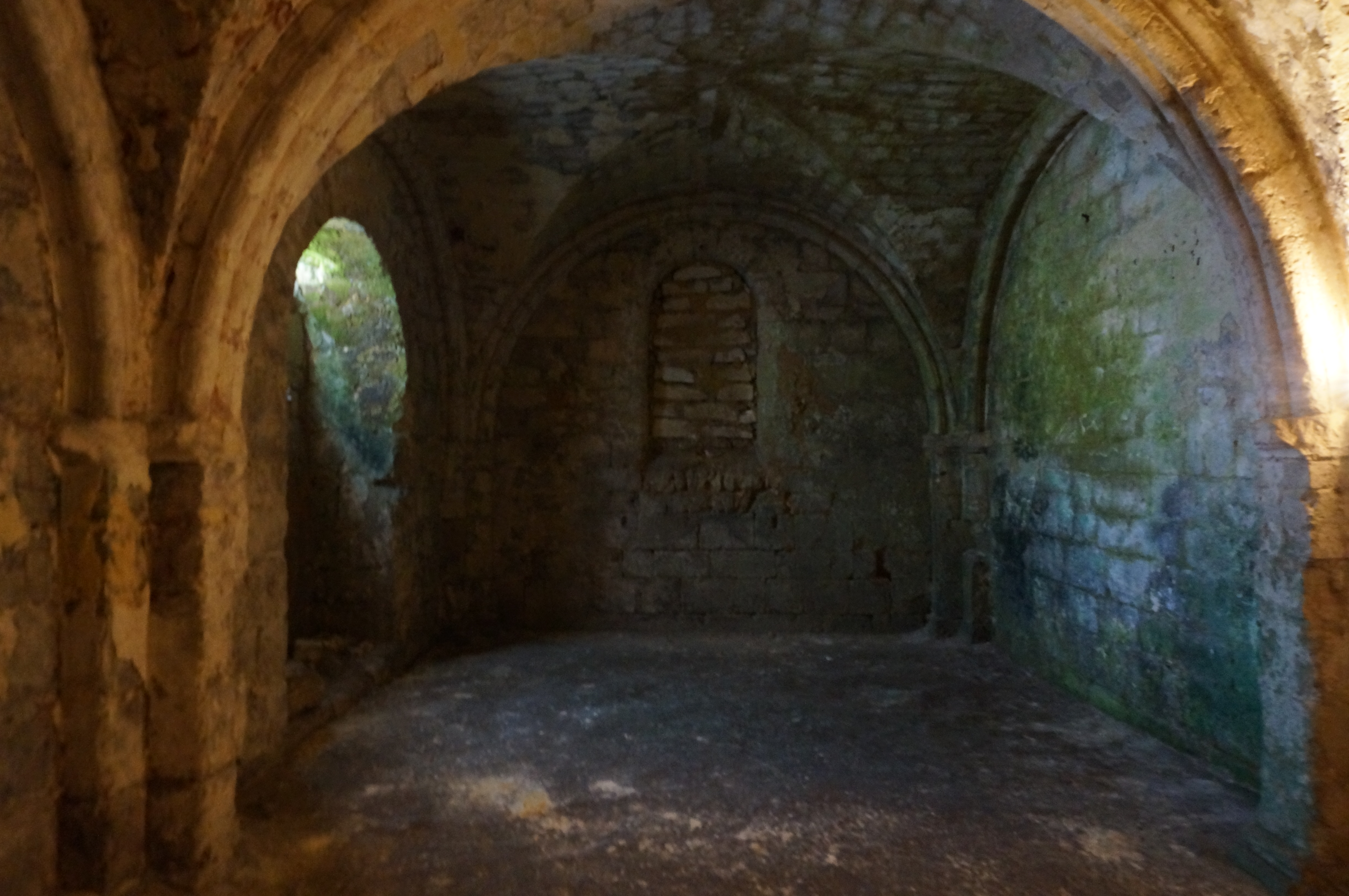
La troisième crypte.